# Ágnes

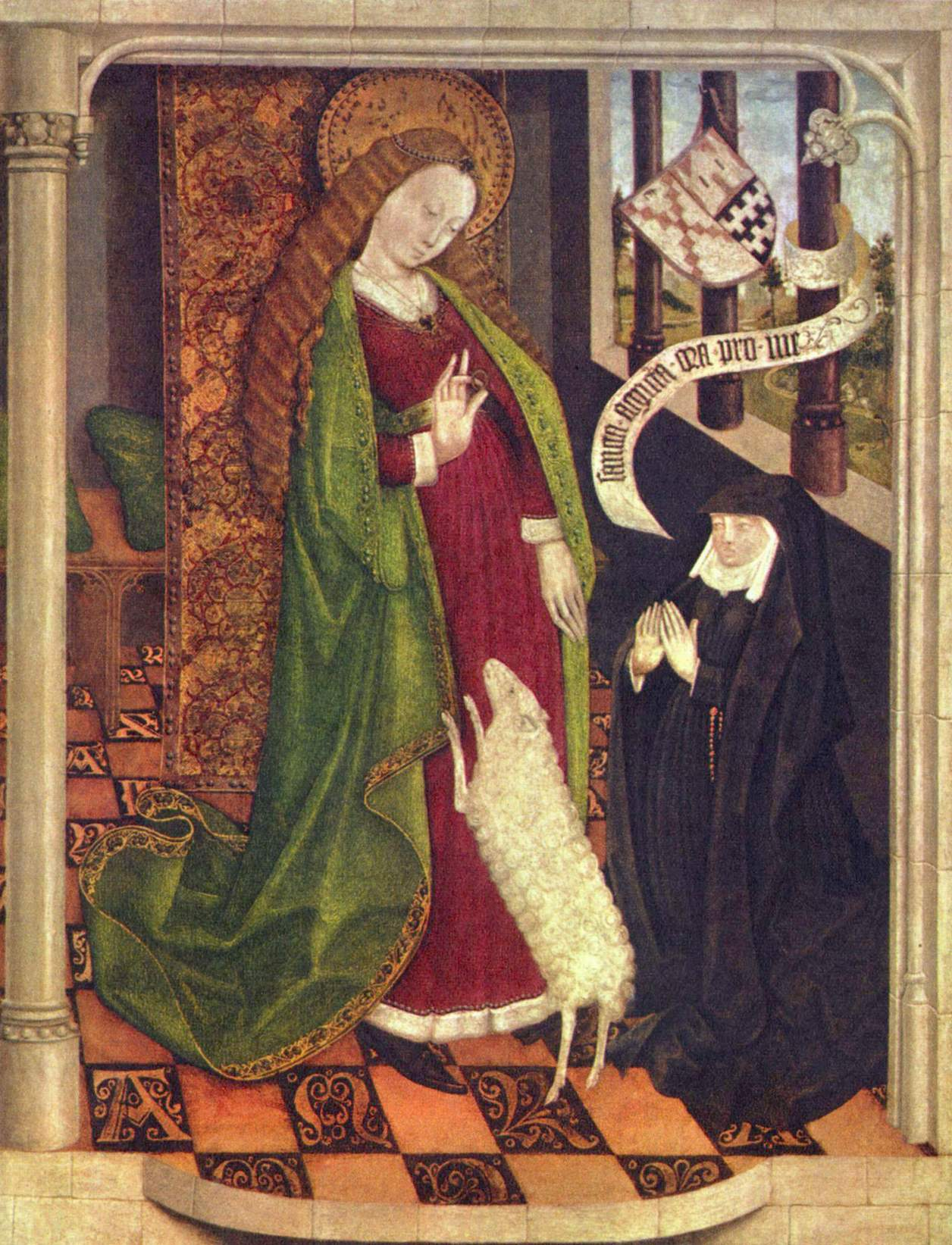
Szent Ágnes

Az Ágnes görög eredetű női név, a hagnósz (régebbi alakban hagiosz) szóból származik. Jelentése: szűzies, tiszta, szemérmes. Korábbi magyarázatok szerint a latin agnus („bárány”) szóból ered, ez azonban csak a hasonló hangzás és a bárány jelképes jelentése miatti vélt egyezés.
Az ógörög nyelvben több név is származik a hagnosz szóból, és ezek egyik becézett alakja volt a Hagnész. Más források szerint a melléknév nőnemű alakjából, a hagnéből származik. A latinba H nélkül került át, Agnes alakban írták, amit a középkorban Magyarországon Ágnesnek ejtettek.

## Rokon nevek
Agnabella, Ági, Agnéta, Aglent, Bara, Baranka, Inez, Neszta

## Gyakoriság
Az Ágnes az 1440-es évek előtt a 7. leggyakoribb név volt, de a 16.-19. század között vesztett a népszerűségéből, majd a 20. század közepén ismét divatba jött. 1967-ben már a 10., az 1980-as évek közepén pedig a 7. leggyakrabban adott női név. Az 1990-es években is gyakori név volt. A 2000-es években az Ágnes vesztett a népszerűségéből, a 73-97. leggyakrabban adott női név lett, a 2010-es évekre azonban kiesett a 100 leggyakrabban adott női név köréből.
A teljes népességre vonatkozóan a 2000-es években az Ágnes minden évben a 11. helyen állt, 2009-ben 95 269-en viselték ezt a nevet, 2016-ra ez a szám 4000 fővel csökkent.

## Névnapok
január 21., január 28., március 6., június 8., november 16.

### Névnapi szokások
A január 21-i emléknaphoz fűződő egyházi szokás szerint a pápa ekkor szenteli meg azokat a bárányokat, amelyek a gyapjából készítik az új érsekek beiktatására a palliumokat, azaz a fehér vállszalagokat.
A népi időjóslásban azt tartották, hogyha Ágnes napja hideg, akkor a másnapi Vince biztosan enyhébb időt hoz. Egy rábaközi faluban úgy mondták: Ha Ágnes hideg, engesztel Vince, had teljék a pince.
Más vidékeken az Ágnes-nap a férjjövendölés napja volt, de volt olyan település is, ahol az állapotos asszonyok sós vízben mosakodtak meg, hogy a gyerekük szép és egészséges legyen.

## Idegen nyelvi változatai
- albán: Agnesa (ejtsd: agnesza)
- angol, dán, holland, latin, német, norvég: Agnes (ejtsd: agnesz)
- baszk: Añes (ejtsd: anyes)
- bolgár: Agnesza (Агнеса)
- cseh: Anežka (ejtsd: anezska)
- finn: Aune
- francia: Agnès (ejtsd: anyesz)
- görög: Agni (Αγνή)
- horvát, román: Agneza
- japán: Aguneszu
- latin: Janja (ejtsd: jányá)
- lengyel: Agnieszka (ejtsd: agnyeska)
- litván: Agnė
- olasz: Agnese (ejtsd: anyéze)
- orosz: Agnessza, Agnija (Агнесса, Агния)
- román: Agneta
- portugál: Inês (ejtsd: inés)
- spanyol: Inés (ejtsd: inész)
- svéd: Agnes, Agneta, Agnetha
- szerb: Agnija (Агнија)
- szlovák: Agneša (ejtsd: agnesa)

## Híres Ágnesek

### Magyarok
- Almási Ágnes világbajnok asztaliteniszező
- Babos Ágnes világbajnok kézilabdázó, edző
- Bálint Ágnes írónő (Mazsola, Futrinka utca)
- Bárfy Ágnes válogatott labdarúgó
- Bertalan Ágnes színésznő
- Dobó Ágnes Miss World Hungary 2010
- Esterházy Ágnes színművész
- Gereben Ágnes kandidátus, tudományos főmunkatárs
- Gergely Ágnes költő, prózaíró, esszéista, műfordító
- Gubík Ági szinésznő
- Hankiss Ágnes pszichológus, író, politikai elemző
- Heller Ágnes filozófus
- Hornyák Ágnes kézilabdázó
- Keleti Ágnes olimpiai bajnok tornász
- Kocsis Ágnes filmrendező
- Kovács Ágnes úszóbajnok
- Kökényessy Ági színésznő
- Kunhalmi Ágnes politikus
- Margitai Ági színművész
- Mészáros Ági színművész
- Nemes Nagy Ágnes költő
- Rapai Ágnes költő
- Rózsa Ágnes erdélyi magyar író, műfordító
- Seszták Ágnes újságíró, politológus
- Szabados Ágnes riporter, műsorvezető
- Szávay Ágnes teniszező
- Szirtes Ági színművésznő
- Vadai Ágnes politikus
- Ágnes Vanilla (Frenyó Ágnes) pop-énekes
- Voith Ági színésznő

### Külföldiek
- Szent Ágnes, a hit és a tisztaság vértanúja
- Franciaországi Ágnes burgundi hercegné
- Merániai Ágnes francia királyné
- Poitoui Ágnes német-római császárné
- Agnes Gonxha Bojaxhio (Teréz anya) albán misszionárius, rendalapító
- Agní Bálca görög operaénekes
- Agyness Deyn angol modell, énekesnő
- Agnieszka Radwanska lengyel teniszező
- Agnieszka Holland lengyel filmrendező
- Agnes Mary Frances Robinson angol költő
- Agnès Sorel francia királyi szerető
- Agnes Smedley amerikai újságírónő
- Agnès Varda francia filmrendező

## Egyéb Ágnesek

### Az irodalomban
- Agnes Grey: Anne Brontë angol írónő regényének címe és főszereplője
- Arany János Ágnes asszony című balladájának főszereplője
- Mikszáth Kálmán: A néhai bárány című elbeszélésének főszereplője Baló Ágnes, akinek a neve és a történet között összefüggés van
- Örkény István Tóték című kisregényében az egyik főszereplő Tót Ágika.
- Több legenda, történet, vers és festmény született Szent Ágnes életéről, az egyik Szent Ambrus éneke Ágnes vértanúságáról, amit Babits Mihály fordított magyarra.

### A képzőművészetben
- Jusepe de Ribera festménye: Szent Ágnes a börtönben

### A tudományban
- agnezit: egy ásvány, melynek nevében szintén az Ágnes név rejtőzik
- Mohai Ágnes víz: gyógyvíz, a Fejér vármegyei Mohán lévő Ágnes-forrás vize